# ファンタシースターオンライン エピソード1&2
『ファンタシースターオンライン エピソード1&2』 (Phantasy Star Online Episode1&2) は、2002年9月12日にニンテンドー ゲームキューブ用ソフトとして発売されたネットワーク対応RPG。2003年1月16日にXbox用ソフトとしても発売された。
その後『ファンタシースターオンライン エピソード1&2 Plus』(Phantasy Star Online episode1&2 plus)が発売されたが、こちらはオフラインモード関連の強化をしたマイナーチェンジバージョンである。
2004年7月にWindows版『ファンタシースターオンライン ブルーバースト』として移植/追加修正された。

## 概要
本作はドリームキャスト用RPG『ファンタシースターオンライン』Ver.2の拡張バージョンとして公開された。
変更点は以下のようなものである。
- ゲームバランスの調整
- 新しいキャラクタークラスとクラス特性の追加
- 新アイテム（装備、レアアイテム、マグなど）の追加
  - アイテムの追加に伴う、攻撃モーションの追加・修正
  - 旧アイテムの調整やグラフィック変更
- 新マップ(エピソード2)の追加
- テクニック上限値の引き上げ

また本作では、『Episode1』『Episode2』が選択できる。『Episode1』を選んだ場合「森」「洞窟」「坑道」「遺跡」の各ステージが、『Episode2』を選んだ場合は「VR神殿」「VR宇宙船」「中央管理区」「プラント」の各ステージがプレイできる。

## ストーリー
パイオニア2によるラグオル探査計画が進展を見せ始めていた頃、ラグオル探査計画を取り仕切る総督府とは別の機関であるラボラトリ、通称ラボに2度に渡るテストを乗り越えた数名のハンターズが招集された。ラボから言い渡された任務は「ヒースクリフ・フロウウェンの捜索」。
パイオニア1の搭乗者であり、高名な軍人でもあったフロウウェンは、セントラルドーム付近の爆発事故よりももっと前に死亡の報告が届いていたが、爆発事故直前にパイオニア2に向けてフロウウェン本人から通信が届いていたと明かされる。
その通信の発信元を辿ったところ、セントラルドームとはかけ離れた地点にパイオニア1による建造物が発見されたとの事。
発見された建造物のあちこちに残されたフロウウェンのメッセージを拾い集めると共に、中央管理区に立ち入るためのロックシステムを解除したハンターズは、巨大な異形の生物に遭遇、これを撃退する。
中央管理区での戦闘と時を同じくして、ラボが中央管理区の真下にさらに別の施設が存在することを突き止める。
遥か地下深く、海中に存在するそのプラントにおいて、フロウウェンからの更なるメッセージを受け取りつつ、遺跡に徘徊していた生物群と似た生物を退け、最奥部でフロウウェンをついに発見するが――。
※この時、フロウウェンから送られるメッセージにある「元凶を討つものを待つ」という言動からして、エピソード2のラストはエピソード1のラストよりも前と捉えることが可能であり、ストーリーの時系列としてはエピソード1の最終ステージ直前後にガル・ダ・バル島が発見されたものの、この時点ではナターシャがラボの長官になっていないため、遺跡の初期段階調査とモンタギュー博士失踪に平行して、ラボ再編が行なわれてエピソード2がスタート、エピソード2最終ボスを撃退後にエピソード1の遺跡最深部到達と考えるのが自然な流れである。

## ステージ
エピソード2のステージは特に上級者を意識したゲームバランスにされており、敵の行動パターンが多彩で攻撃を当てづらかったり、敵の回避力が高い、一撃即死系の理不尽な攻撃が多いなど、かなりやりこんだプレイヤーであっても緊張感のある戦闘を強いられる。
しかし、若干間延びしたマップ構成や、敵が強い割に経験値が微少、即死や物理的に回避しづらい攻撃が多く設定されていることに関して、なんでも難易度を上げればよいというわけではないなどといった否定的な意見もある。
が、エピソード1に飽きたプレイヤーや、複数人がより集まってプレイするのを理想と考えた場合、比較的適切な難易度設定とも言える。
VR神殿
パイオニア2ラボのシミュレーター内に作られた仮想空間であり、実在しない。
現実にラグオル地表に存在するエネミーのデータがプログラムされており、それらと戦うことになる。
エピソード1に登場した様々なエネミーが混在して登場するため、今まで培ってきた経験をフルに活かせるステージと言える。
壁に「コリン・タイレル総督」が有ったり、別の場所には「ダブル＝カノン」「ヴィクターアクス」「チェーンソード」「アンシエントセイバー」の石像が置いてあったりする。
全体的に水上に浮かぶ古代遺跡をモチーフとしており「コーラル本星にあるものをVRで再現した」という設定である。
壁を壊したりして見えない道を切り開く仕掛けや、壁の外に出てスロープを登ったりと変則的なマップになっている。
このステージはVer2で追加されたバトルモードのマップデータを一部使いまわしたステージとなっている。
VR宇宙船
パイオニア2ラボのシミュレーター内に作られた仮想空間であり、実在しない。こちらもラグオル地表のエネミーのデータがプログラムされているが、機械系の敵が多く登場する。
このステージは設定ミスのため、アイテムが一切出現しない部屋が全体の2割もあり、大変不評であった。
2エリア構成。未知の惑星の地表に降り立った巨大宇宙船の内部をモチーフとしている。壁が一面スクリーンになっており背景が変わる部屋があるのが特徴。
特に変則的な構成はしていないオーソドックスなMAPだが、極端に長い。
神殿同様Ver2で追加されたバトルモードのマップデータを一部使いまわしたステージとなっている。
中央管理区
「ガル＝ダ＝バル」と名づけられたラグオルに存在する孤島の一部で、何者かによって人工の手が加えられている。
このステージは構成が特徴的で、1から順に攻略していくのではなく、「密林」「高山」「海岸」の3種類のステージを選び好きな順で攻略して行く。
この3つを攻略し終えると、最終ステージである「中央管理区」へと進入出来る。
オンラインモード、および一部のバージョン専用のマップとして「制御塔」と言うステージへと分岐出来る。
この制御塔を合わせると、実質5エリア構成の巨大ステージと見る事が出来る。
エピソード2のオンラインモードでは唯一、一人でクリア可能なマップである。
海底プラント
如何なる目的で建造されたかまったく不明の完全なる人工物で、先行していたパイオニア1の人々によって秘密裏に海底に建造されていた。
異形の怪物のほかに、エラーを起こしてプレイヤーたちに攻撃を仕掛けてくるセキュリティ用ロボットが登場する。
上層と下層に分かれており、上層では水族館を髣髴とさせるガラス張りの廊下が数多く設置され、ラグオルに住む海洋生物の一部を観察することができる。ただところどころで浸水が発生しており、危険な香りを醸し出している。
下層は、坑道エリア2と同じく、至る所に損壊が認められ、浸水の度合いも激しく、終末感を漂わせている。

## デスペナルティー
「装備していた武器が解除される」「街に戻るとメセタが全額消える」「装備していたマグのシンクロ率が下がる」
この変更により武器の強奪は無くなったが、武器に関しては死亡が実質的にほぼノーペナルティとなってしまった。
代わりにメセタも一緒に落とさなくなる変更がなされた。同様にメセタ自体がVer2よりも手に入りづらく調整されており、最大まで預けている場合それ以上は持ち歩かざるをえないので、メセタ全額のペナルティが馬鹿にならない場合も多々あり、こちらがデスペナルティとして機能するようになっている。

## 通常版と修正版
ニンテンドーゲームキューブ版の「エピソード1&2」には"通常版"と"修正版"、そして"plus"の3バージョンが存在する。
初期に発売されたVer1.0の発売後まもなく、含まれていた一部イベントに「任意のアイテムを無限増殖できる」という内容のバグが発見されリコール問題に発展した。加えて、PPPoE ADSL回線で通信が不安定になるという現象も発生した。このため修正版である"Ver1.1"が無償配布されることになったが、オンラインモードに課金していないユーザーには配布されなかった。また、前述した「Plus」は、このVer1.1に追加オフラインクエストとEP2オフラインチャレンジが加わったものである。
また、以上の問題からGC版Ver1とVer1.1は別サーバーで稼動し 後にVer1版サーバーは2004年3月26日で稼動を停止した。

## GC版オンラインサービスの終了
GC版『ファンタシースターオンライン エピソード1&2』は、2007年3月31日23時59分をもって、オンラインサービスを終了した。

## 評価
ゲーム誌「ファミ通」のクロスレビューでは、9・8・9・9の合計35点（満40点）でプラチナ殿堂入りを獲得した。第6回CESA大賞にて、GAME AWARDS FUTURE部門にて優秀賞を受賞した。
第6回CESA大賞・シナリオ部門賞受賞。

## 関連商品
- SR ファンタシースターオンライン エピソードI&II（ユージン）
  - ヒューマーを始めとしたキャラクター全部のカプセルフィギュア。彩色版 全12種＋クリア版 全12種。2002年10月[5]。
- SR ファンタシースターオンライン エピソードI&II 2nd（ユージン）
  - 上記のキャラクター全部のカラーとフォルム違いのカプセルフィギュア。彩色版 全12種＋クリア版 全12種。2003年2月[6]。

## シリーズ概要
- ファンタシースターオンライン（ドリームキャスト）
- ファンタシースターオンライン Ver.2（ドリームキャスト）
- ファンタシースターオンライン Windows版
- ファンタシースターオンライン エピソード1&2（ニンテンドー ゲームキューブ、Xbox）
- ファンタシースターオンライン エピソード1&2 Plus（ニンテンドーゲームキューブ）
- ファンタシースターオンライン エピソード3 カードレボリューション（ニンテンドーゲームキューブ）
- ファンタシースターオンライン ブルーバースト Windows版